# Olha Bibik
Olha Anatolijiwna Bibik (ukrainisch Ольга Анатоліївна Бібік, engl. Transkription Olha Bibik; * 5. Februar 1990 in Tschernihiw, damals Ukrainische SSR, Sowjetunion) ist eine ukrainische Leichtathletin, die sowohl über 400, als auch über 800 Meter antritt. 

## Sportliche Laufbahn
Olha Bibik begann ihre Karriere als Mittelstreckenläuferin über 800 Meter. Über diese Distanz belegte sie 2007 den vierten Platz bei den Jugendweltmeisterschaften in Ostrava. Im selben Jahr gewann sie auch die Silbermedaille beim Europäischen Olympischen Jugendfestival. Umso überraschender kam das Vorrundenausscheiden bei den Juniorenweltmeisterschaften im darauffolgenden Jahr im polnischen Bydgoszcz. 2009 belegte sie bei den Junioreneuropameisterschaften im Finale den sechsten Platz. Nach dem Vorrunden aus bei den U23-Europameisterschaften 2011 gelang es Bibik nicht mehr, Anschluss an die Konkurrenz zu finden und wechselte zum 400-Meter-Lauf.
2013 belegte sie mit der ukrainischen 4-mal-400-Meter-Staffel Platz fünf bei den Halleneuropameisterschaften in Göteborg. 2015 half sie in der Vorrunde zum Finaleinzug der ukrainischen Staffel, die Platz sechs bei den Weltmeisterschaften in Peking erreichte. 2016 erreichte sie bei den Hallenweltmeisterschaften mit der Staffel den fünften Platz. Sie war Teil der Staffel für die Europameisterschaften in Amsterdam, bei denen die Ukraine auf Platz sechs einlief. Im Einzelbewerb konnte sie bis ins Halbfinale gelangen. Sie qualifizierte sich für eine Teilnahme an den Olympischen Spielen, scheiterte dort aber über 400 Meter in der Vorrunde und belegte mit der Staffel den fünften Gesamtrang.
2017 qualifizierte sie sich für die Halleneuropameisterschaften in Belgrad. Über 400 Meter kam sie bis ins Halbfinale und mit der Staffel gewann sie die Bronzemedaille. Mit der Staffel trat sie auch bei den Weltmeisterschaften in London an, schied dort aber bereits in der Vorrunde aus. Wenige Wochen später erfolgte die Teilnahme an den Weltstudentenspielen in Taipeh, bei denen sie mit der Staffel disqualifiziert wurde.

## Persönliche Bestzeiten
- 400 m: 51,69 s, 17. Juni 2016 in Luzk
  - Halle: 53,09 s, 18. Februar 2017 in Sumy
- 800 m: 2:01,53 min, 4. Juni 2009 in Jalta